# Steven C. Lawrence
Steven C. Lawrence, född 1923 eller 1924  är en amerikansk författare som främst skrivit om western, äventyr och historia. Hans riktiga namn är Lawrence Agustus Murphy och han har även skrivit som C. L. Murphy.

## Biografi
1951–1987 var Lawrence, förutom skribent, även lärare i engelska samt vice ordförande för South Jr. High School i Brockton, Massachusetts.
1967 var han instruktör för kreativt skrivande vid Stonehill College i North Easton, Massachusetts.
Flera böcker har huvudpersonen Slattery och utgavs av Leisure Books.

### Böcker om Slattery
- Slattery 1961
- Bullet welcome for Slattery 1961 (utgiven av Leisure Books 1975 som Slattery #2)
- A noose for Slattery 1962 (utgiven av Leisure Books 1975 som Slattery #3)
- Walk a narrow trail 1962 (utgiven av Leisure Books 1975 som Slattery #4)
- Slattery's gun says no 1962 (utgiven av Leisure Books som Slattery #5)
- Longhorns north 1962 (utgiven av Leisure Books som Slattery #6)
- North to Montana 1975
- The lynchers 1975 (Slattery ska dö 1975, Wild West 36)
- Slattery stands alone 1976
- Gun blast 1977

### Övriga romaner
- The naked range 1956 (Hett bly 1965, Sheriff 16)
- Saddle justice 1957 (Gå för långt 1965, Mustang 84)
- Brand of a Texan 1958 (Duell i Texas 1962, Mustang 59)
- The iron marshal 1960 (Järnsheriffen 1962, Pyramid 173)
- Night of the gunmen 1960 (Revolvernatten 1961, Pyramid 150)
- Gun fury 1961 (Skräcken 1961, Pyramid 159)
- With blood in their eyes 1961
- A Texan comes riding 1966 (Ryttaren från Texas 1968, Prärie 93)
- Buffalo grass 1966 (ungdomsbok)
- That man from Texas 1972 (Den svarte sheriffen 1975, Pyramid 368)
- Edge of the land 1974
- Six-gun junction 1974
- A northern saga 1976
- The account of the North Atlantic-Murmansk, Russia, Convoys 1976
- Trial for Tennihan 1976
- Day of the Comancheros 1977